# World Ports Classic 2014
La World Ports Classic 2014, 3a edició de la World Ports Classic, es va disputar el 24 i 25 de maig de 2014, a diferència de les dues edicions anteriors, quan es disputà a finals d'agost, sobre un recorregut de 355,5 km repartits entre dues etapes. La cursa formava part del calendari de l'UCI Europa Tour 2014, amb una categoria 2.1.
El vencedor fou el neerlandès Theo Bos (Belkin Pro Cycling Team), amb el mateix temps que el segon classificat, Ramon Sinkeldam (Giant-Shimano) però amb millors posicions en les dues etapes, tercer i segon respectivament, que Sinkeldam. Bos també guanyà la classificació dels punts, mentre Sinkeldam guanyà la dels joves. El Wanty-Groupe Gobert fou el vencedor de la classificació per equips.

## Equips
L'organització convidà a prendre part en la cursa a set equips World Tour, vuit equips continentals professionals i tres equips continentals:
equips World TourAG2R La Mondiale, Astana Qazaqstan Team, Belkin Pro Cycling Team, Giant-Shimano, Team Katusha, Lotto-Belisol, Omega Pharma-Quick Step
equips continentals professionalsBretagne-Séché Environnement, Cofidis, IAM Cycling, MTN Qhubeka, Neri Sottoli, NetApp-Endura, Topsport Vlaanderen-Baloise, Wanty-Groupe Gobert
equips continentalsDe Rijke, Metec-TKH, Wallonie-Bruxelles

## Etapes
| Etapa | Data       | Recorregut         |             | Km    | Vencedor d'etapa      | Líder de la general | Ref.  |
| ----- | ---------- | ------------------ | ----------- | ----- | --------------------- | ------------------- | ----- |
| 1a    | 24 de maig | Rotterdam - Anvers | Etapa plana | 195   | André Greipel (GER)   | André Greipel (GER) | [ 2 ] |
| 2     | 25 de maig | Anvers - Rotterdam | Etapa plana | 160,5 | Ramon Sinkeldam (NED) | Theo Bos (NED)      | [ 3 ] |

## Classificació final
|    | Ciclista               | Equip                   | Temps      |
| -- | ---------------------- | ----------------------- | ---------- |
| 1  | Theo Bos (NED)         | Belkin Pro Cycling Team | 8h 08' 00" |
| 2  | Ramon Sinkeldam (NED)  | Giant-Shimano           | m. t.      |
| 3  | Aleksandr Pórsev (RUS) | Team Katusha            | + 5"       |
| 4  | Greg Henderson (NZL)   | Lotto-Belisol           | + 9"       |
| 5  | Andreas Stauff (GER)   | MTN Qhubeka             | + 10"      |
| 6  | Jesper Asselman (NED)  | Metec-TKH               | + 11"      |
| 7  | André Greipel (GER)    | Lotto-Belisol           | + 12"      |
| 8  | Wesley Kreder (NED)    | Wanty-Groupe Gobert     | + 12"      |
| 9  | Matteo Pelucchi (ITA)  | IAM Cycling             | + 12"      |
| 10 | Louis Verhelst (BEL)   | Cofidis                 | + 13"      |